# پاول روسساباگینا
پاول روسساباگینا (به انگلیسی: Paul Rusesabagina) مدیر هتل و بشردوست اهل رواندا است که در جریان نسل‌کشی رواندا در سال ۱۹۹۴، ۱٬۲۶۸ نفر از توتسی‌ها را در هتل دس میله کولینس پناه داد و با استفاده از نفوذ و ارتباطات و رشوه مانع کشته‌شدن آن‌ها شد. وی به همراه همسر و فرزندانش در بروکسل بلژیک زندگی می‌کند.
بر پایهٔ تلاش‌های روسساباگینا، در سال ۲۰۰۴ فیلم هتل رواندا ساخته شد که نامزد دریافت جایزه اسکار نیز گردید. وی در سال ۲۰۰۵ مدال آزادی رئیس‌جمهوری ایالات متحده آمریکا را دریافت کرد.